# Lois d'avril

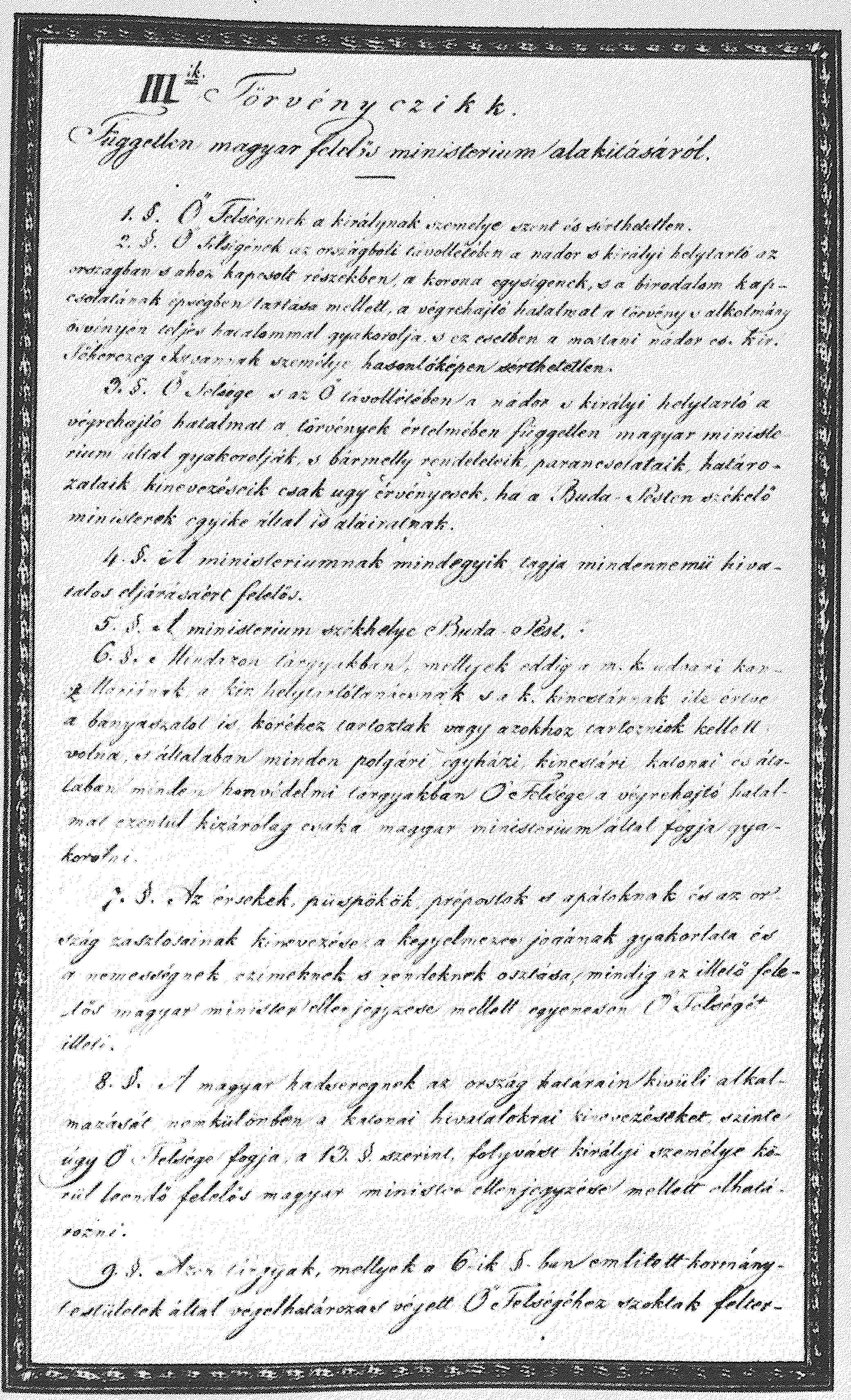
Article 3 des lois d'avril hongroises de 1848.

Les lois d'avril, également appelées lois de mars,, sont un ensemble de lois légiférées par Lajos Kossuth dans le but de moderniser le Royaume de Hongrie en un État-nation. Le programme impératif comprenait le contrôle hongrois de la garde nationale populaire, du budget national et de la politique étrangère hongroise, ainsi que la suppression du servage. Elles ont été adoptées par la Diète hongroise en mars 1848 à Pozsony (aujourd'hui Bratislava, en Slovaquie ; en allemand Pressburg) et signées par Ferdinand V au palais primatial de la même ville le 11 avril 1848 en réaction à la révolution de 1848. Lorsque la révolution fut écrasée par l'intervention russe en 1849, l'Autriche ne vota pas la loi et la Hongrie ne conserva pas la pleine autonomie extérieure jusqu'au compromis de 1867, qui allait par la suite influer sur sa position au cours de la Première Guerre mondiale . 

## Les «dix points»
Les conservateurs — qui s'opposaient généralement à la plupart des réformes — pouvaient conserver une faible majorité dans l'ancien parlement féodal. Les libéraux réformateurs étaient divisés entre les idées d'István Széchenyi et de Lajos Kossuth. Toutefois, juste avant les élections, Deák parvint à réunir tous les libéraux sur la plate-forme commune des « dix points ». Les « dix points » des réformateurs sont devenus les principes directeurs des lois d'avril. 
1. Ministères responsables (tous les ministères et le gouvernement doivent être élus par le parlement)
2. Liberté de la presse (abolition de la censure et des bureaux de la censure)
3. Représentation populaire (par des élections parlementaires démocratiques, l'abolition de l'ancien parlement féodal basé sur les domaines féodaux)
4. la réincorporation de la Transylvanie,
5. Droit de réunion publique (liberté de réunion et liberté d'association)
6. la liberté religieuse absolue, l'abolition de la religion d'État (catholique),
7. Égalité universelle devant la loi (abolition des lois distinctes pour le peuple et la noblesse, abolition des privilèges légaux de la noblesse)
8. Fiscalité universelle et égale (suppression de l'exonération fiscale de l'aristocratie)
9. L'abolition de l'Aviticum (en) (Aviticium étant une ancienne origine féodale obsolète et un régime foncier anormal, il déclara que seule la noblesse pouvait posséder des terres agricoles)
10. L'abolition du servage et des servitudes, avec indemnisation des propriétaires financée par l'État.